# Moruzzo
Moruzzo – miejscowość i gmina we Włoszech, w regionie Friuli-Wenecja Julijska, w prowincji Udine.
Według danych na rok 2004 gminę zamieszkiwało 2170 osób, 127,6 os./km².